# Planorbidella
Planorbidella là một chi ốc biển, là động vật thân mềm chân bụng sống ở biểns trong họ Neomphalidae.

## Các loài
Các loài trong chi Planorbidella gồm có:
- Planorbidella depressa Warén & Bouchet, 1993[3]
- Planorbidella planispira (Warén & Bouchet, 1989)[4]